# Daria Pikulik
Daria Pikulik (Skarżysko-Kamienna, 6 gennaio 1997) è una pistard e ciclista su strada polacca che corre per il team Human Powered Health. Specialista della pista, già campionessa del mondo Juniores 2015 di corsa a punti, nel 2020 a Berlino ha vinto il bronzo mondiale Elite nell'omnium.

## Palmarès

### Pista
- 2015

Campionati europei, Omnium Junior
Grand Prix of Poland, Corsa a punti (Pruszków)
Campionati del mondo, Corsa a punti Junior
- 2016

Grand Prix Galychyna, Omnium (Leopoli)
Troféu Literio Augusto Marques, Omnium (Anadia)
- 2017

Campionati polacchi, Corsa a punti
- 2018

Grand Prix of Poland, Inseguimento a squadre (Pruszków, con Wiktoria Pikulik, Nikol Płosaj e Nikola Różyńska)
Grand Prix of Poland, Scratch (Pruszków)
Campionati polacchi, Corsa a eliminazione
Campionati polacchi, Omnium
- 2019

Grand Prix Mesta Prešov, Scratch (Prešov)
Campionati polacchi, Inseguimento a squadre Under-23 (con Wiktoria Pikulik, Marta Jaskulska e Marlena Karwacka)
Campionati polacchi, Americana Under-23 (con Wiktoria Pikulik)
Campionati polacchi, Corsa a eliminazione
Campionati polacchi, Omnium
Campionati polacchi, Corsa a punti
Campionati polacchi, Scratch
- 2020

Troféu Literio Augusto Marques, Corsa a punti (Anadia)
Internazionale di Fiorenzuola, Corsa a punti (Fiorenzuola d'Arda)
Grand Prix Mesta Prešov, Scratch (Prešov)
Grand Prix Mesta Prešov, Americana (Prešov, con Nikol Płosaj)
Campionati polacchi, Scratch
- 2021

Piceno Sprint Cup, Corsa a punti
3ª prova Coppa delle Nazioni, Americana (Cali, con Wiktoria Pikulik)
3ª prova Coppa delle Nazioni, Omnium (Cali)
- 2022

Sei giorni delle Rose, Omnium (Fiorenzuola d'Arda)
Campionati polacchi, Corsa a eliminazione
Campionati polacchi, Omnium
Campionati polacchi, Americana (con Nikol Plosaj)
- 2023

GP Brno, Omnium
GP Brno, Americana (con Wiktoria Pikulik)

### Strada
- 2015 (Juniores)

Campionati polacchi, Prova a cronometro Junior
- 2022 (ATOM Deweloper Posciellux.pl Wrocław, una vittoria)

Districtenpijl - Ekeren-Deurne
- 2023 (Human Powered Health, sei vittorie)

1ª tappa Tour Down Under (Glenelg > Aldinga)
4ª tappa Bretagne Ladies Tour (Mûr-de-Bretagne > Kervignac)
Konvert Koerse
1ª tappa Tour Cycliste Féminin International de l'Ardèche (Bourg-Saint-Andéol > Ruoms)
3ª tappa Tour Cycliste Féminin International de l'Ardèche (Avignon > Avignon)
Tour of Guangxi femminile
- 2024 (Human Powered Health, due vittorie)

Ronde de Mouscron
Argenta Classic-2 Districtenpijl Ekeren-Deurne

## Piazzamenti

### Grandi giri
- Giro d'Italia

2023: ritirata (6ª tappa)
- Tour de France

2024: ritirata (4ª tappa)

### Competizioni mondiali
- Campionati del mondo su pista

Astana 2015 - Corsa punti Junior: vincitrice
Astana 2015 - Omnium Junior: 2ª
Londra 2016 - Inseguimento a squadre: 7ª
Hong Kong 2017 - Inseguimento a squadre: 8ª
Hong Kong 2017 - Inseguimento individuale: 24ª
Hong Kong 2017 - Omnium: 4ª
Apeldoorn 2018 - Inseguimento a squadre: 8ª
Apeldoorn 2018 - Omnium: ritirata
Pruszków 2019 - Inseguimento a squadre: 13ª
Pruszków 2019 - Omnium: 10ª
Pruszków 2019 - Americana: 8ª
Berlino 2020 - Inseguimento a squadre: 11ª
Berlino 2020 - Omnium: 3ª
Berlino 2020 - Americana: 7ª
Roubaix 2021 - Inseguimento a squadre: 6ª
Roubaix 2021 - Scratch: 8ª
St. Quentin-en-Yv. 2022 - Inseguimento a squadre: 11ª
Glasgow 2023 - Scratch: 7ª
Glasgow 2023 - Omnium: 7ª
Glasgow 2023 - Americana: 4ª
- Campionati del mondo su strada

Ponferrada 2014 - Cronometro Junior: 9ª
Ponferrada 2014 - In linea Junior: 12ª
Richmond 2015 - Cronometro Junior: 7ª
Richmond 2015 - In linea Junior: ritirata
- Giochi olimpici

Rio de Janeiro 2016 - Inseg. a squadre: 8ª
Rio de Janeiro 2016 - Omnium: 14ª
Tokyo 2020 - Americana: 6ª
Tokyo 2020 - Omnium: ritirata
Parigi 2024 - Americana: 7ª
Parigi 2024 - Omnium: 2ª

### Competizioni europee
- Campionati europei su pista

Anadia 2014 - Inseguimento a squadre Junior: 2ª
Anadia 2014 - Corsa a punti Junior: 4ª
Anadia 2014 - Scratch Junior: 7ª
Atene 2015 - Inseguimento a squadre Junior: 2ª
Atene 2015 - Corsa a punti Junior: 2ª
Atene 2015 - Omnium Junior: vincitrice
Montichiari 2016 - Inseguimento individuale Under-23: 2ª
Montichiari 2016 - Inseguimento a squadre Under-23: 3ª
Saint-Quentin-en-Yvelines 2016 - Inseguimento a squadre: 2ª
Saint-Quentin-en-Yvelines 2016 - Omnium: ritirata
Saint-Quentin-en-Yvelines 2016 - Americana: 11ª
Sangalhos 2017 - Inseguimento a squadre Under-23: 2ª
Berlino 2017 - Inseguimento a squadre: 3ª
Berlino 2017 - Corsa a punti: ritirata
Berlino 2017 - Americana: 8ª
Glasgow 2018 - Inseguimento a squadre: 4ª
Glasgow 2018 - Omnium: 6ª
Glasgow 2018 - Americana: 9ª
Gand 2019 - Scratch Under-23: 3ª
Gand 2019 - Inseguimento a squadre Under-23: 6ª
Gand 2019 - Omnium Under-23: 3ª
Gand 2019 - Americana Under-23: 2ª
Apeldoorn 2019 - Inseguimento a squadre: 6ª
Apeldoorn 2019 - Omnium: 4ª
Apeldoorn 2019 - Americana: 6ª
Grenchen 2021 - Scratch: 3ª
Grenchen 2021 - Omnium: 10ª
Monaco di Baviera 2022 - Inseguimento a squadre: 8ª
Monaco di Baviera 2022 - Omnium: 3ª
Monaco di Baviera 2022 - Americana: 5ª
Grenchen 2023 - Scratch: 3ª
Grenchen 2023 - Omnium: 2ª
Grenchen 2023 - Inseguimento a squadre: 7ª
Grenchen 2023 - Americana: 6ª
Apeldoorn 2024 - Scratch: 4ª
Apeldoorn 2024 - Omnium: 5ª
Apeldoorn 2024 - Inseguimento a squadre: 6ª
Apeldoorn 2024 - Americana: 4ª
- Campionati europei su strada

Monaco di Baviera 2022 - In linea Elite: 5ª
Drenthe 2023 - In linea Elite: 61ª
Limburgo 2024 - In linea Elite: 3ª